# Quevedo
Quevedo è una città dell'Ecuador (pop. circa 150 000 abitanti) situata nella Provincia di Los Ríos e capoluogo dell'omonimo cantone. Con una popolazione di circa 150 000 abitanti si tratta della città più popolosa della provincia (superando il capoluogo Babahoyo), e della dodicesima città più popolosa dell'Ecuador, secondo il censimento del 2010.
Il complesso agroindustriale di Quevedo è uno dei principali esportatori al mondo di banane, cacao, maracuyá e caffè. In questi anni le attività non agricole hanno sperimentato notevoli progressi, soprattutto nel settore finanziario ed educativo.
Sebbene sia situata nell'entroterra, la posizione geografica di Quevedo la rende un importante collegamento logistico tra i principali centri abitati della zona costiera del Pacifico, come Guayaquil, Santo Domingo e Manta, e le città degli altopiani andini come Ambato e Quito. Dalla capitale ecuadoriana dista 224 km e ne dista 166 da Guayaquil. Si trova al centro del paese su un'importante via di comunicazione tra il nord e il sud dell'Ecuador, e distante un'ora circa dalla costa, alla quale si connette tramite la via che conduce al porto di Manta.